# Autocharis anthophilalis
Autocharis anthophilalis là một loài bướm đêm trong họ Crambidae.